# زاون هاروتیونیان (هنرمند باله)
زاون لوونی هاروتیونیان (ارمنی: Զավեն Լևոնի Հարությունյան زاده ۲۰ اوت ۱۹۶۹) یک هنرمند باله اهل ارمنستان است. وی از سال ۱۹۸۷ میلادی تاکنون مشغول فعالیت بوده است.

## زندگی‌نامه
وی در ۲۰ اوت ۱۹۶۹ در ایروان به دنیا آمد و از کالج دولتی هنر رقص ایروان فارغ‌التحصیل شد. وی از سال ۱۹۸۷ در تالار آکادمی ملی اپرا و باله آلکساندر اسپنداریان فعالیت می‌کند. وی همچنین برندهٔ جوایزی همچون هنرمند افتخاری جمهوری ارمنستان (۲۰۱۱) شده است.